# Neue Grafik/New Graphic Design/Graphisme actuel
Neue Grafik/New Graphic Design/Graphisme actuel – szwajcarskie czasopismo poświęcone zagadnieniom projektowania graficznego. Łącznie w latach 1958–1965 ukazało się 17 numerów pisma (ostatni numer był podwójny).
Redakcję tworzyli Josef Müller-Brockmann, Richard Paul Lohse, Hans Neuberg i Carlo Vivarelli (część artykułów programowych podpisywano akronimem LMNV utworzonym od nazwisk redaktorów). Czasopismo w dużym stopniu przyczyniło się do popularyzacji szwajcarskiego stylu w typografii na świecie. Publikowano w nim artykuły poświęcone historii i teorii dizajnu oraz edukacji projektantów. 
Layout czasopisma zaprojektował Vivarelli, wykorzystując siatkę projektową pozwalającą na równoległe zamieszczenie tekstów w trzech językach (niemieckim, angielskim i francuskim).
W dziewiątym numerze zamieszczono artykuł poświęcony polskiemu artyście i projektantowi Henrykowi Berlewiemu.